# Pierangelo Bincoletto
Pierangelo Bincoletto, född den 14 mars 1959 i Oderzo, är en italiensk före detta tävlingscyklist som blev professionell efter OS i Moskva 1980 och som hade sina största framgångar på bana där han blev europamästare i madison med Jens Veggerby 1990 och vann åtta sexdagarslopp.

## Meriter

### Landsväg
1977
 3:a i lagtempo vid Världsmästerskapen i landsvägscykling för juniorer
10:a i linjelopp vid Världsmästerskapen i landsvägscykling för juniorer
1982
2:a i Cagliari–Sassari
1984
Vinnare av etapp 3 i Giro del Trentino
1988
2:a i Tour de Vendée

### Bana
| 1980 4:a i lagförföljelselopp 7:a i individuellt förföljelselopp 1982/1983 3:a i madison med Maurizio Bidinost 1986/1987 3:a i omnium 1990/1991 Europamästare i madison med Jens Veggerby 1995 2:a i madison med Marco Villa 1982 Italiensk mästare i poänglopp | 1979 2:a i poänglopp 3:a i lagförföljelselopp 1986/1987 Vinnare av Rotterdams sexdagars med Danny Clark 1989/1990 Vinnare av Zürichs sexdagars med Adriano Baffi Vinnare av Bordeaux sexdagars med Laurent Biondi 1990/1991 Vinnare av Zürichs sexdagars med Adriano Baffi 1991/1992 Vinnare av Stuttgarts sexdagars med Danny Clark 1992/1993 Vinnare av Grenobles sexdagars med Gilbert Duclos-Lassalle 1993/1994 Vinnare av Grenobles sexdagars med Gilbert Duclos-Lassalle 1994/1995 Vinnare av Bolognas sexdagars med Adriano Baffi |